# Isländische Eishockeyliga 2016/17
Die Saison 2016/17 war die 26. Spielzeit der isländischen Eishockeyliga, der höchsten isländischen Eishockeyspielklasse.  Meister wurde Esja Reykjavík, der im Finale den Vorjahressieger Skautafélag Akureyrar mit 3:0 Spielen besiegen konnte.

## Modus
In der Hauptrunde absolvierten die vier Mannschaften jeweils 24 Spiele. Die beiden bestplatzierten Mannschaften qualifizierten sich für das Meisterschaftsfinale. Für einen Sieg nach regulärer Spielzeit erhielt jede Mannschaft drei Punkte, für einen Sieg nach Overtime zwei Punkte, bei einer Niederlage nach Overtime gab es einen Punkt und bei einer Niederlage nach regulärer Spielzeit null Punkte.

## Hauptrunde
| Pl. |                              | Sp | S  | OTS | OTN | N  | Tore    | Punkte |
| 1.  | Esja Reykjavík               | 24 | 18 | 4   | 1   | 1  | 138:73  | 63     |
| 2.  | Skautafélag Akureyrar        | 24 | 10 | 2   | 2   | 10 | 106:101 | 36     |
| 3.  | Ísknattleiksfélagið Björninn | 24 | 9  | 2   | 3   | 10 | 111:85  | 34     |
| 4.  | Skautafélag Reykjavíkur      | 24 | 3  | 0   | 2   | 19 | 73:169  | 11     |

Sp = Spiele, S = Siege, N = Niederlagen, OTS = Overtime-Siege, OTN = Overtime-Niederlage

## Finale
- Esja Reykjavík – Skautafélag Akureyrar 3:0 (4:3 OT, 3:2, 4:3 SO)